# Episodi di Cavaliere per caso (prima stagione)
La prima stagione della serie televisiva statunitense Cavaliere per caso, composta da 10 episodi, è stata trasmessa negli Stati Uniti, su BYU Television dal 18 marzo al 20 maggio 2019.
In Italia la stagione è stata trasmessa in prima visione assoluta con un doppio episodio ogni lunedi su Super! dal 17 maggio al 14 giugno 2021. I primi 6 episodi sono andati in onda senza titolo. I titoli italiani dei primi 6 episodi vengono aggiunti a partire dalle repliche del 6 settembre di Super!. 
| nº | Titolo originale         | Prima TV USA   | Titolo italiano           | Prima TV Italia |
| -- | ------------------------ | -------------- | ------------------------- | --------------- |
| 1  | Pilot                    | 18 marzo 2019  | Dwight, il campione       | 17 maggio 2021  |
| 2  | Flip                     | 25 marzo 2019  | Jacopo il travadore       | 17 maggio 2021  |
| 3  | Peanut                   | 1º aprile 2019 | Un malvagio cagnolino     | 24 maggio 2021  |
| 4  | Lotions and Potions      | 8 aprile 2019  | Lozioni e pozioni         | 24 maggio 2021  |
| 5  | Shackled                 | 15 aprile 2019 | La vendetta di Macklyn    | 31 maggio 2021  |
| 6  | Lessons One Through Four | 22 aprile 2019 | Lezioni da una a quattro  | 31 maggio 2021  |
| 7  | Winnie the Wyvern        | 29 aprile 2019 | Winnie la viverna         | 7 giugno 2021   |
| 8  | Dragon                   | 6 maggio 2019  | Fuoco di Drago            | 7 giugno 2021   |
| 9  | Todd                     | 13 maggio 2019 | Il filtro d'amore         | 14 giugno 2021  |
| 10 | Champion Do-Over Pt. 1   | 20 maggio 2019 | L'impostore (prima parte) | 14 giugno 2021  |

## Dwight, il campione
- Titolo originale: Pilot
- Diretto da: Timothy J. Kendall
- Scritto da: LeeAnne H. Adams & Brian J. Adams

### Trama
Dwight è un pacifista normale medio che vuole sempre aiutare. Un giorno si dirige nel bosco per raccogliere rifornimenti per una festa imminente, ma quando cade in un'antica tomba risveglia la principessa Gretta con un bacio accidentale. Ora Dwight deve imparare come proteggere la principessa dai goblin, dalla magia, dai fidanzati ex cavalieri e da molte altre sorprese che non si aspettava.
- Altri interpreti: Voltaire Council (Mick), Shiela Cochran (Realtor), Annie Jamison (Insegnante), Nichole Jamison (Studentessa), Jenne Kang (Madre PTA), John Kap (Re troll), Luna Monroe (Studentessa/Assistente di Bingo), Dave Stone (Renissance Kilt Guy), Alpha Trivette (Agricoltore), Lucia Scarano (Preside), Troy Wood (Insegnante), Michael Rendiero (Troll 3).

## Jacopo il travadore
- Titolo originale: Flip
- Diretto da: Jeffrey Hunt
- Scritto da: LeeAnne H. Adams & Brian J. Adams

### Trama
Jacopo il Trovatore itinerante si risveglia dall'incantesimo champions e chiede a Gretta di rinunciare al suo trono. Dopo che lei rifiutò, utilizzò il suo liuto magico per ipnotizzare l'intera comunità di Wayside alla sua volontà. Dwight e la compagnia possono trovare un modo per sconfiggere questo imbroglio?
- Altri interpreti: John Forker (Contadino medievale), Michael McDonough (Studente), Baylee Self (Studente), Anthony Lovato (Insegnante di scienze), Carolyn Koskan.

## Un malvagio cagnolino
- Titolo originale: Peanut
- Diretto da: Jeffrey Hunt
- Scritto da: LeeAnne H. Adams & Brian J. Adams

### Trama
Dwight è messo a capo di un amabile cagnolino di nome Peanut, ma Gretta e Baldric sospettano che sia in realtà un abominevole mostro sotto mentite spoglie. Da che parte finirà per avere ragione? Inoltre Gretta invita Chlodwig a rimanere nella sua capanna eremita e rivela a Dwight che lei e Chlodwig sono in realtà cugini.
- Altri interpreti: Gabriel Casdorph (Mr. Mitchell), Chantel Flanders (Dog Mommy), Cherie Julander (Linda), Kenna Lynn Stewart (Pet Shop Employee), Martin Lynch III.

## Lozioni e pozioni
- Titolo originale: Lotions and Potions
- Diretto da: James Larkin
- Scritto da: LeeAnne H. Adams & Brian J. Adams

### Trama
Gretta sembra adattarsi lentamente alla sua nuova vita, ma tutto ciò viene messo in pericolo quando arriva la strega Hexela e inizia a cacciare Gretta. Dwight e Baldric giurano di fare tutto ciò che è in loro potere per proteggere Gretta, ma le cose non sono sempre come sembrano quando viene rivelato che Baldric ed Hexela hanno effettivamente un passato complicato insieme.
- Altri interpreti: Trey Warner, Noah Lovato.

## La vendetta di Macklyn
- Titolo originale: Shackled
- Diretto da: Paul Hoen
- Scritto da: LeeAnne H. Adams & Brian J. Adams

### Trama
Il Woodside Community Carnival inizia come uno sforzo per raccogliere fondi per le arti, ma ci vuole una svolta in peggio quando Dwight e Gretta vengono rapiti e incatenati insieme da Macklyn the Fox. Ora i due devono attraversare il carnevale e mantenere le cose senza intoppi mentre cercano di trovare un modo per liberarsi l'uno dall'altro e tenere il tesoro di Gretta al sicuro da Macklyn e dal suo gruppo di uomini allegri.
- Altri interpreti: Bonita Friedericy (Nana), Jazmine Shaw (Sophie), Maria Julian (Patty), Morgan Renee Thompson (Snow Cone Girl), Cayden Corbett (Membro del comitato studentesco delle scuole superiori).

## Lezioni da una a quattro
- Titolo originale: Lessons One Through Four
- Diretto da: Jeffrey Hunt
- Scritto da: LeeAnne H. Adams & Brian J. Adams

### Trama
Chlodwig decide di irrigidire Dwight adetandolo nell'arte dei Cavalieri, ma le lezioni saranno messe alla prova troppo presto quando Baldric sarà posseduto da una fata. Ora i due devono tracciare e fermare Baldric prima di aprire un portale per il regno delle fate e porta molto caos nel loro mondo.
- Altri interpreti: Bonita Friedericy (Nana), Brandon Ngo (Impiegato magro), Ali Kinkade (Stolker del negozio di alimentari), Paul Sonnier (Jazmine), Mark Brocksmith (Dipendente).

## Winnie la viverna
- Titolo originale: Winnie the Wyvern
- Diretto da: Timothy J. Kendall
- Scritto da: LeeAnne H. Adams & Brian J. Adams

### Trama
Winnie the Wyvern arriva nella residenza di Gretta e chiede qualcosa, ma solo una persona che il gruppo sa può aiutarli a capirla: Hexela. Dopo aver visitato Hexela il gruppo viene a sapere che Winnie è una wyvern (drago d'acqua) che le ha rubato la pelle da qualcuno del castello. Vuole solo una cosa: la sua pelle restituita dal membro del castello che l'ha rubata in modo che possa tornare in acqua.
- Altri interpreti: Catherine Lidstone (Winnie), Paul Kiernan (Re Fergus il ladro di pelle perduta / drago), Michael Potter (Mr. Dale), Nate Sears (Laureata).

## Fuoco di Drago
- Titolo originale: Dragon
- Diretto da: Jeffrey Hunt
- Scritto da: LeeAnne H. Adams & Brian J. Adams

### Trama
Per saperne di più sulla sua storia familiare Gretta, Dwight e Baldric tornano nell'ex castello e individuano il pozzo perduto che contiene il passaggio al drago che tiene segreti alle sue famiglie. Baldric spera anche che il fuoco del drago possa essere in grado di riparare il suo scettro. Quello che trovano non è altro che un drago che è in realtà un cambio legato a Gretta, ma c'è di più in questo aspetto di quanto il gruppo si aspetti?
- Altri interpreti: Andrew Pifko (Macklyn the Fox), Robyn Lively - Lady Ermingarde (Zia Ermie).

## Il filtro d'amore
- Titolo originale: Todd
- Diretto da: Paul Hoen
- Scritto da: Valerie Hill Wahlert, LeeAnne H. Adams & Brian J. Adams

### Trama
Hexela torna a testare una nuova pozione su Gretta. Quello che non dice a Gretta è che è una pozione d'amore, e farà innamorare Gretta della prima cosa che vede, indipendentemente dal fatto che sia umana o meno. Sfortunatamente per il ragazzo della carta locale Todd è la prima cosa che Gretta vede. Dwight e Baldric possono trovare un modo per invertire questi effetti di fascino, o questa pozione diventerà una maledizione e un ostacolo per tutti?
- Altri interpreti: Bonita Friedericy (Nana), Cooper Johnson (Todd).

## L'impostore (prima parte)
- Titolo originale: Champion Do-Over Pt. 1
- Diretto da: Paul Hoen
- Scritto da: LeeAnne H. Adams & Brian J. Adams

### Trama
Gretta viene rapita da un orco, così Dwight si precipita e afferra Baldric per trovare un piano di salvataggio. Vengono picchiati al pugno da un cavaliere di nome Sir Aldred. Mentre Aldred si avvicina a Gretta, il gruppo inizia ad accettarlo, ma quello che non sanno è che Aldred ha in realtà un piano che rilascerebbe Dwight dall'incantesimo del campione per sempre e gli permetterebbe di prendere il posto di Dwight.
- Altri interpreti: Bonita Friedericy (Nana), Kanoa Goo (Sir Aldred), Gary Kasper (Eberulf the Ogre).